# Fire-and-forget

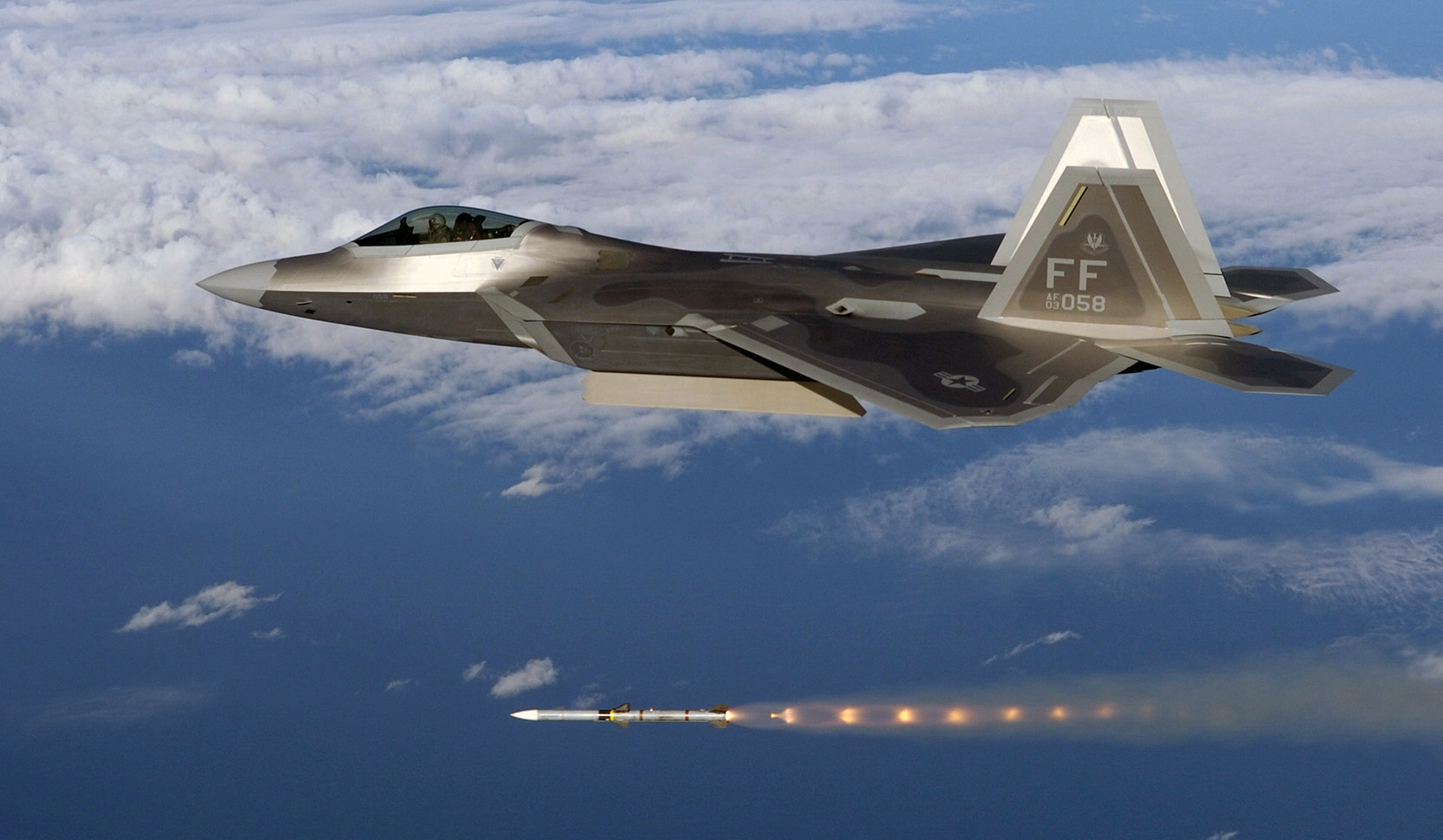
F-22 odpala kierowany pocisk rakietowy AIM-120

Fire-and-forget (z ang. „odpal i zapomnij”) – określenie pocisków rakietowych samonaprowadzających się na cel. W broni tego rodzaju wystarczy tylko namierzyć cel i nacisnąć spust. Pocisk będzie automatycznie zmieniał trajektorię lotu tak, aby dokładnie trafić w cel. Odbywa się to bez udziału człowieka i systemów obiektu, z którego odpalono pocisk.